# Municipio de Warsaw (Carolina del Norte)
El municipio de Warsaw (en inglés: Warsaw Township) es un municipio ubicado en el  condado de Duplin en el estado estadounidense de Carolina del Norte. En el año 2010 tenía una población de 6.108 habitantes.

## Geografía
El municipio de Warsaw se encuentra ubicado en las coordenadas 34°59′42.6″N 78°4′57.96″O / 34.995167, -78.0827667.